# Мразовац (Бужим)
Мразовац је насељено мјесто у Босни и Херцеговини у општини Бужим које административно припада Федерацији Босне и Херцеговине. Према попису становништва из 1991. у насељу је живјело 3.149 становника.

## Становништво
| Националност       | 1991.          | 1981.          | 1971.          |
| Муслимани          | 3.130 (99,39%) | 2.680 (97,81%) | 2.239 (99,42%) |
| Срби               | 2 (0,06%)      | 13 (0,47%)     | 3 (0,13%)      |
| Хрвати             |                |                | 1 (0,04%)      |
| Југословени        | 4 (0,12%)      | 38 (1,38%)     |                |
| остали и непознато | 13 (0,41%)     | 9 (0,32%)      | 9 (0,39%)      |
| Укупно             | 3.149          | 2.740          | 2.252          |